# 罗家桥乡
罗家桥乡，是中华人民共和国江西省景德镇市浮梁县下辖的一个乡镇级行政单位。

## 行政区划
罗家桥乡下辖以下地区：
康乐山村、茶垅村、石新村、程家村、宝石村、高墩庙村和铁炉村。